# 66661 Воллін
66661 Воллін (66661 Wallin) — астероїд головного поясу, відкритий 2 жовтня 1999 року.
Тіссеранів параметр щодо Юпітера — 3,013.